# Гибсон, Хут (баскетболист)
Уорд Б. «Хут» Гибсон-младший (англ. Ward B. "Hoot" Gibson jr.; 5 декабря 1921, Де-Мойн, Айова, США — 1 февраля 1958, Де-Мойн, Айова, США) — американский профессиональный баскетболист.

## Ранние годы
Хут Гибсон родился 5 декабря 1921 года в городе Де-Мойн  (штат Айова), учился там же в средней школе имени Франклина Делано Рузвельта, в которой играл за местную баскетбольную команду.

## Студенческая карьера
В 1947 году Гибсон окончил Крейтонский университет, где в течение четырёх лет играл за баскетбольную команду «Крейтон Блюджейс». При Гибсоне «Блюджейс» ни разу не выигрывали ни регулярный чемпионат, ни турнир конференции Missouri Valley, а также ни разу не выходили в плей-офф студенческого чемпионата США.

## Профессиональная карьера
Играл на позиции тяжёлого форварда и центрового. В 1948 году Хут Гибсон заключил соглашение с командой «Три-Ситис Блэкхокс», выступавшей в Национальной баскетбольной лиге (НБЛ). Позже выступал за команды «Денвер Наггетс» (НБЛ, НБА), «Бостон Селтикс» (НБА), «Уотерлу Хокс» (НБА) и Денвер Рефинерс» (НПБЛ). Всего в НБЛ, НБА и НПБЛ провёл по 1 сезону. В 1949 году включался во 2-ю сборную всех звёзд НБЛ. Всего за карьеру в НБЛ Хут сыграл 119 игр, в которых набрал 1228 очков (в среднем 10,3 за игру). Всего за карьеру в НБА Гибсон сыграл 32 игры, в которых набрал 176 очков (в среднем 5,5 за игру) и сделал 37 передач.

## Смерть
Хут Гибсон умер 1 февраля 1958 года на 27-м году жизни в городе Де-Мойн (штат Айова).

## Статистика

### Статистика в НБА
| Сезон                                                                                    | Команда | Регулярный сезон | Регулярный сезон | Регулярный сезон | Регулярный сезон | Регулярный сезон | Регулярный сезон | Регулярный сезон | Регулярный сезон | Регулярный сезон | Регулярный сезон | Регулярный сезон | Серия плей-офф | Серия плей-офф | Серия плей-офф | Серия плей-офф | Серия плей-офф | Серия плей-офф | Серия плей-офф | Серия плей-офф | Серия плей-офф | Серия плей-офф | Серия плей-офф |
| Сезон                                                                                    | Команда | GP               | GS               | MPG              | FG%              | 3P%              | FT%              | RPG              | APG              | SPG              | BPG              | PPG              | GP             | GS             | MPG            | FG%            | 3P%            | FT%            | RPG            | APG            | SPG            | BPG            | PPG            |
| ---------------------------------------------------------------------------------------- | ------- | ---------------- | ---------------- | ---------------- | ---------------- | ---------------- | ---------------- | ---------------- | ---------------- | ---------------- | ---------------- | ---------------- | -------------- | -------------- | -------------- | -------------- | -------------- | -------------- | -------------- | -------------- | -------------- | -------------- | -------------- |
| 1949/50                                                                                  | Бостон  | 2                | -                | 0,0              | 75,0             | -                | 25,0             | 0,0              | 0,5              | -                | -                | 3,5              | Не участвовал  | Не участвовал  | Не участвовал  | Не участвовал  | Не участвовал  | Не участвовал  | Не участвовал  | Не участвовал  | Не участвовал  | Не участвовал  | Не участвовал  |
| 1949/50                                                                                  | Уотерлу | 30               | -                | 0,0              | 33,5             | -                | 68,3             | 0,0              | 1,2              | -                | -                | 5,6              | Не участвовал  | Не участвовал  | Не участвовал  | Не участвовал  | Не участвовал  | Не участвовал  | Не участвовал  | Не участвовал  | Не участвовал  | Не участвовал  | Не участвовал  |
|                                                                                          | Всего   | 32               | -                | 0,0              | 34,4             | -                | 65,6             | 0,0              | 1,2              | -                | -                | 5,5              | 18             | 13             | 24,0           | 50,5           | 0,0            | 77,6           | 5,6            | 0,4            | 0,6            | 1,9            | 8,1            |
| Наведите курсор мыши на аббревиатуры в заголовке таблицы, чтобы прочесть их расшифровку. |         |                  |                  |                  |                  |                  |                  |                  |                  |                  |                  |                  |                |                |                |                |                |                |                |                |                |                |                |